# Silvestro Aldobrandini (cardinale)
Silvestro Aldobrandini (Roma, 1587 – Roma, 28 gennaio 1612) è stato un cardinale italiano.

## Biografia
Nacque a Roma nel 1587.
Papa Clemente VIII lo elevò al rango di cardinale nel concistoro del 17 settembre 1603 e fino alla nomina del cardinale Maurizio di Savoia, creato da papa Paolo V, fu il porporato italiano più giovane.
Morì il 28 gennaio 1612 all'età di soli 25 anni.

## Ascendenza
|                                                                  |                        |                      | Genitori         |  |  | Nonni |  |  | Bisnonni            |  |  | Trisnonni            |  |
|                                                                  |                        |                      |                  |  |  |       |  |  | Jacopo Aldobrandini |  |  | Giorgio Aldobrandini |  |
|                                                                  |                        |                      |                  |  |  |       |  |  | Jacopo Aldobrandini |  |  | Giorgio Aldobrandini |  |
|                                                                  |                        | Benedetta Bindi      |                  |  |  |       |  |  | Jacopo Aldobrandini |  |  |                      |  |
| Giorgio Aldobrandini                                             |                        |                      |                  |  |  |       |  |  | Jacopo Aldobrandini |  |  |                      |  |
|                                                                  |                        | Bartolomea Ambrogi   | Giovanni Ambrogi |  |  |       |  |  |                     |  |  |                      |  |
|                                                                  |                        | Bartolomea Ambrogi   | Giovanni Ambrogi |  |  |       |  |  |                     |  |  |                      |  |
|                                                                  |                        | Bartolomea Ambrogi   | …                |  |  |       |  |  |                     |  |  |                      |  |
| Giovanni Francesco Aldobrandini, I principe di Meldola e Sarsina |                        | Bartolomea Ambrogi   |                  |  |  |       |  |  |                     |  |  |                      |  |
|                                                                  |                        | Donato dal Corno     | …                |  |  |       |  |  |                     |  |  |                      |  |
|                                                                  |                        | Donato dal Corno     | …                |  |  |       |  |  |                     |  |  |                      |  |
|                                                                  |                        | Donato dal Corno     | …                |  |  |       |  |  |                     |  |  |                      |  |
| Margherita dal Corno                                             |                        | Donato dal Corno     |                  |  |  |       |  |  |                     |  |  |                      |  |
|                                                                  |                        | …                    | …                |  |  |       |  |  |                     |  |  |                      |  |
|                                                                  |                        | …                    | …                |  |  |       |  |  |                     |  |  |                      |  |
|                                                                  |                        | …                    | …                |  |  |       |  |  |                     |  |  |                      |  |
| Silvestro Aldobrandini                                           |                        | …                    |                  |  |  |       |  |  |                     |  |  |                      |  |
|                                                                  | Silvestro Aldobrandini | Pietro Aldobrandini  |                  |  |  |       |  |  |                     |  |  |                      |  |
|                                                                  | Silvestro Aldobrandini | Pietro Aldobrandini  |                  |  |  |       |  |  |                     |  |  |                      |  |
|                                                                  | Silvestro Aldobrandini | Lisa Bagliano Flatri |                  |  |  |       |  |  |                     |  |  |                      |  |
| Pietro Aldobrandini                                              | Silvestro Aldobrandini |                      |                  |  |  |       |  |  |                     |  |  |                      |  |
|                                                                  |                        | Lisa Deti            | Guido Deti       |  |  |       |  |  |                     |  |  |                      |  |
|                                                                  |                        | Lisa Deti            | Guido Deti       |  |  |       |  |  |                     |  |  |                      |  |
|                                                                  |                        | Lisa Deti            | …                |  |  |       |  |  |                     |  |  |                      |  |
| Olimpia Aldobrandini                                             |                        | Lisa Deti            |                  |  |  |       |  |  |                     |  |  |                      |  |
|                                                                  |                        | …                    | …                |  |  |       |  |  |                     |  |  |                      |  |
|                                                                  |                        | …                    | …                |  |  |       |  |  |                     |  |  |                      |  |
|                                                                  |                        | …                    | …                |  |  |       |  |  |                     |  |  |                      |  |
| Flaminia Ferracci                                                |                        | …                    |                  |  |  |       |  |  |                     |  |  |                      |  |
|                                                                  |                        | …                    | …                |  |  |       |  |  |                     |  |  |                      |  |
|                                                                  |                        | …                    | …                |  |  |       |  |  |                     |  |  |                      |  |
|                                                                  |                        | …                    | …                |  |  |       |  |  |                     |  |  |                      |  |
|                                                                  |                        | …                    |                  |  |  |       |  |  |                     |  |  |                      |  |